# Jean-Louis Balsa
Jean-Louis Marie Balsa (ur. 17 marca 1957 w Nicei) – francuski duchowny katolicki, biskup Viviers w latach 2015-2023, arcybiskup Albi od 2023. 

## Życiorys
Święcenia kapłańskie otrzymał 9 września 1984 i został inkardynowany do diecezji Nicei. Po święceniach pracował w szkołach średnich w Cannes. W latach 2002–2006 był wikariuszem biskupim ds. duszpasterstwa młodzieży, a w kolejnych latach pełnił funkcje sekretarza diecezjalnego synodu oraz wikariusza generalnego.
22 maja 2015 papież Franciszek mianował go ordynariuszem diecezji Viviers. Sakry udzielił mu 12 września 2015 metropolita Lyonu - kardynał Philippe Barbarin.
18 sierpnia 2023 papież Franciszek mianował go ordynariuszem archidiecezji Albi. 